# Zaćmienie (film 1962)
Zaćmienie (wł. L'eclisse) – włosko-francuski dramat filmowy z 1962 roku w reżyserii Michelangelo Antonioniego. Ostatnia część jego trylogii, na którą składają się wcześniejsze filmy Przygoda (1960) i Noc (1961).

## Obsada
- Alain Delon - Piero
- Monica Vitti - Vittoria
- Francisco Rabal - Riccardo
- Louis Seigner - Ercoli
- Lilla Brignone - matka Vittorii
- Rossana Rory - Anita
- Mirella Ricciardi - Marta

## Fabuła
10 czerwca 1961. Na przedmieściach Rzymu, tłumaczka Vittoria zrywa ze swoim kochankiem Riccardo. Po tym rozstaniu udaje się na giełdę, gdzie spotyka się z matką. Kobieta spędza tam większość czasu, zaaferowana powiększeniem swojego kapitału. Vittoria gubi się w tłumie i prosi o pomoc Piero - maklera giełdowego. Mężczyzna próbuje nawiązać z Vittorią bliższą znajomość. Ich pierwsze spotkania są pełne beztroskiej wesołości i całkowitej naturalności. Po paru dniach zostają kochankami. Niemniej ich szczere uczucie po chwili zmienia się w żartobliwą zabawę w miłość, dla obojga staje się jasne, że choć nic nie każe im zrywać, to nic także nie każe im tego związku kontynuować.

## Nagrody i nominacje
MFF w Cannes 1962
- Nagroda Specjalna Jury - Michelangelo Antonioni
- Złota Palma (nominacja)